# Мизников Віктор Олександрович
Ві́ктор Олекса́ндрович Ми́зников (нар. 16 (29) вересня 1911, Нове Сеславіно, Тамбовська губернія — пом. 9 березня 1989, Київ) — український диригент радянських часів, композитор, аранжувальник. Народний артист УРСР (1968).

## Біографія
Народився в Новому Сеславіно Тамбовської губернії, Росія. У 1924 році з родиною переїхав в місто Козлов (нині Мічурінськ). В школі організував оркестр, з яким виступав на концертах приїжджих артистів. Працював в оркестрах кінотеатрів, клубних гуртках художньої самодіяльності.
Закінчив Тамбовське музичне училище по класу фортепіано (1932), потім Московську державну консерваторію (1939).
З 1939 року — концертмейстер новоствореного ансамблю Київського військового округу, потім диригент. За роки Німецького-радянської війни виступив перед бійцями понад 2000 разів. У 1945—1949 роках обіймав посаду музичного і художнього керівника Ансамблю пісні і танцю Північної групи радянських військ у Польщі.
Протягом 25 років, з 1949 по 1972 рік — художній керівник Ансамблю пісні і танцю Київського військового округу. З 1973 року — співробітник Музичного товариства УРСР.
Є автором пісень про армію, Юрія Гагаріна, обробок і перекладень народних пісень («Слава армії», «Сім'я богатирів» тощо).

## Нагороди
Нагороджений орденом Червоної Зірки, медалями «За бойові заслуги», «За перемогу над Німеччиною», польським орденом «Срібний хрест».

## Джерело
- Київський календар [Архівовано 22 жовтня 2013 у Wayback Machine.]